# Flornoy (Haute-Marne)
Pour les articles homonymes, voir Flornoy.
Flornoy est une ancienne commune française du département de la Haute-Marne en région Grand Est. C'est une commune associée de Troisfontaines-la-Ville depuis 1972.

## Histoire
En 1789, ce village fait partie de la province de Champagne dans le bailliage de Chaumont et la prévôté de Wassy.
Le 1er août 1972, la commune de Flornoy est rattachée sous le régime de la fusion-association à celle de Troisfontaines qui devient Troisfontaines-la-Ville.

## Politique et administration
| Période                                  | Période | Identité         | Étiquette | Qualité |
| ---------------------------------------- | ------- | ---------------- | --------- | ------- |
| 1983                                     | 2001    | Fernand REMENANT |           |         |
|                                          |         |                  |           |         |
| Les données manquantes sont à compléter. |         |                  |           |         |

## Démographie
| 1911 | 1921 | 1926 | 1931 | 1936 | 1946 | 1954 | 1962 | 1968 |
| ---- | ---- | ---- | ---- | ---- | ---- | ---- | ---- | ---- |
| 107  | 111  | 89   | 87   | 108  | 86   | 98   | 103  | 97   |

## Lieux et monuments
- Église Saint-Julien